# Podilsk
Podilsk (em ucraniano:  Подільськ, em romeno:  Bârzula), até maio de 2016 Kotovsk (em ucraniano:  Котовськ), é uma cidade da Ucrânia, situada no Oblast de Odessa. Tem 25,44 km² de área e sua população em 2020 foi estimada em 40.023 habitantes.